# Estatut d'Estella

La Ikurriña va estar present en l'assemblea d'Estella del 14 de juny de 1931, que va donar el nom a l'estatut.

L'Estatut Basco-Navarrès, també conegut com a Estatut d'Estella, fou el projecte d'Estatut d'Autonomia conjunt per a les províncies d'Àlaba, Guipúscoa, Navarra i Biscaia que es va elaborar en la dècada de 1930 durant la Segona República Espanyola. Es van elaborar diversos projectes entre els anys 1930 i 1936. Sobre un primer esborrany de la Societat d'Estudis Bascos que l'assemblea d'alcaldes basco-navarresos celebrada el 14 de juny de 1931 a Estella-Lizarra va aprovar abans que les Corts Constituents haguessin aprovat la Constitució, amb majoria de carlins i nacionalistes bascos. Un projecte que reservava a la futura regió autònoma les relacions amb l'Església Catòlica, el que va dur al polític socialista Indalecio Prieto a manifestar que el que es volia era establir un Gibraltar vaticanista. Posteriorment es va realitzar un segon projecte que respectava la laïcitat, que Navarra finalment no va aprovar, però que sí que ho va ser, ja en plena Guerra Civil Espanyol, pel País Basc.

## Evolució de l'estatut
Res més proclamar-se la Segona República Espanyola es van iniciar reclamacions des de diferents àmbits per a la realització d'un estatut d'autonomia. Es van fer consultes a 582 ajuntaments amb un suport del 83,30%. Es va nomenar una comissió permanent d'alcaldes (Sangüesa, Getxo, Azpeitia i Llodio) que va confiar la seva redacció a la Societat d'Estudis Bascos. Per la seva banda la Gestora provincial de Navarra va designar una ponència el 13 de maig encarregada de redactar dos avantprojectes: un Basco-navarrès (que incloïa a les quatre províncies) i un altre per a Navarra sola, i la Constitució política interior de Navarra
La Comissió de la Societat d'Estudis Bascos va presentar el 31 de maig de 1931 un Estatut General de l'Estat Basc en el qual declara un Estat Basc autònom dintre de la totalitat de l'Estat espanyol format per les quatre províncies i el nom de les quals seria Euzkadi. En ell el govern central tindria plena autoritat en qüestions internacionals, comunicacions, moneda, dret mercantil i penal, relacions Església-Estat, eleccions nacionals i forces armades en general. El govern basc quedaria amb plena autoritat en els altres afers i en l'administració dels altres dintre de les seves fronteres, incloent policia i forces armades (milícies basques).
El 7 de juny el Partit Nacionalista Basc va acceptar aquest projecte amb algunes objeccions, ja que la jurisdicció sobre les relacions amb l'Església quedava en mans del govern espanyol. Socialistes, els diferents partits republicans i carlins també en donaven suport, encara que tots amb les seves pròpies reserves. El resultat fou que 480 dels 520 municipis de les quatre províncies donaven el seu suport inicial al projecte. Es va convocar per al 14 de juny, a Pamplona, una assemblea general d'ajuntaments per a discutir el projecte, traslladant-se l'assemblea a Estella-Lizarra per coincidir amb un míting de propaganda del Bloc Catòlic-Foralista en el qual encara no estava el PNB. En l'assemblea es va discutir fil per randa el projecte, sent aprovat per la 427 corporacions existents amb una important modificació: garantia la completa autonomia en les relacions entre l'Estat Basc i la Santa Seu, i el dret a negociar el seu propi concordat amb el Vaticà. Es tractava de les conegudes com esmenes d'Estella.
Dels 220 ajuntaments navarresos presentats, 200 van donar l'Estatut basconavarrès (89,93% de la població). Arran de l'assemblea, el bloc navarrès va negociar la incorporació del PNB. Aquesta assemblea va donar l'àlies a aquest estatut, sent conegut com a Estatut d'Estella. La comissió de la Gestora de la Diputació de Navarra va lliurar el 15 de juny els tres projectes, readaptant el text de la Societat d'Estudis Bascos. En el pròleg al poble navarrès recomanaven el suport a l'estatut únic per a les quatre províncies, perquè només avantatges poden deduir-se d'aquesta creació de l'Estat Basco-Navarrès Per al 13 de juliol la Gestora de la Diputació Foral de Navarra prescindí d'aquesta assemblea d'Estella i va convocar una altra assemblea general d'ajuntaments reunida a Pamplona. No es va arribar a la votació per considerar alguns que els textos mereixien més detingut estudi. Es van anar realitzant assemblees comarcals a les cinc merindades. Totes van optar per l'estatut únic. El 10 d'agost de 1931 van ser sotmesos a votació els Estatuts Basco-Navarrès i Navarrès amb els següents resultats:
| Estatut Basco-navarrès | 200 | 314.740 | 89,83  |
| Cap estatut            | 15  | 30.290  | 8,64   |
| Estatut navarrès       | 3   | 2.802   | 0,80   |
| Autonomia regional     | 2   | 2.561   | 0,63   |
| Total                  | 220 | 350.393 | 100,00 |

Publicat el nou avantprojecte el 21 d'abril, es va preveure la seva votació per al 22 de maig però es va haver de retardar al 19 de juny. 

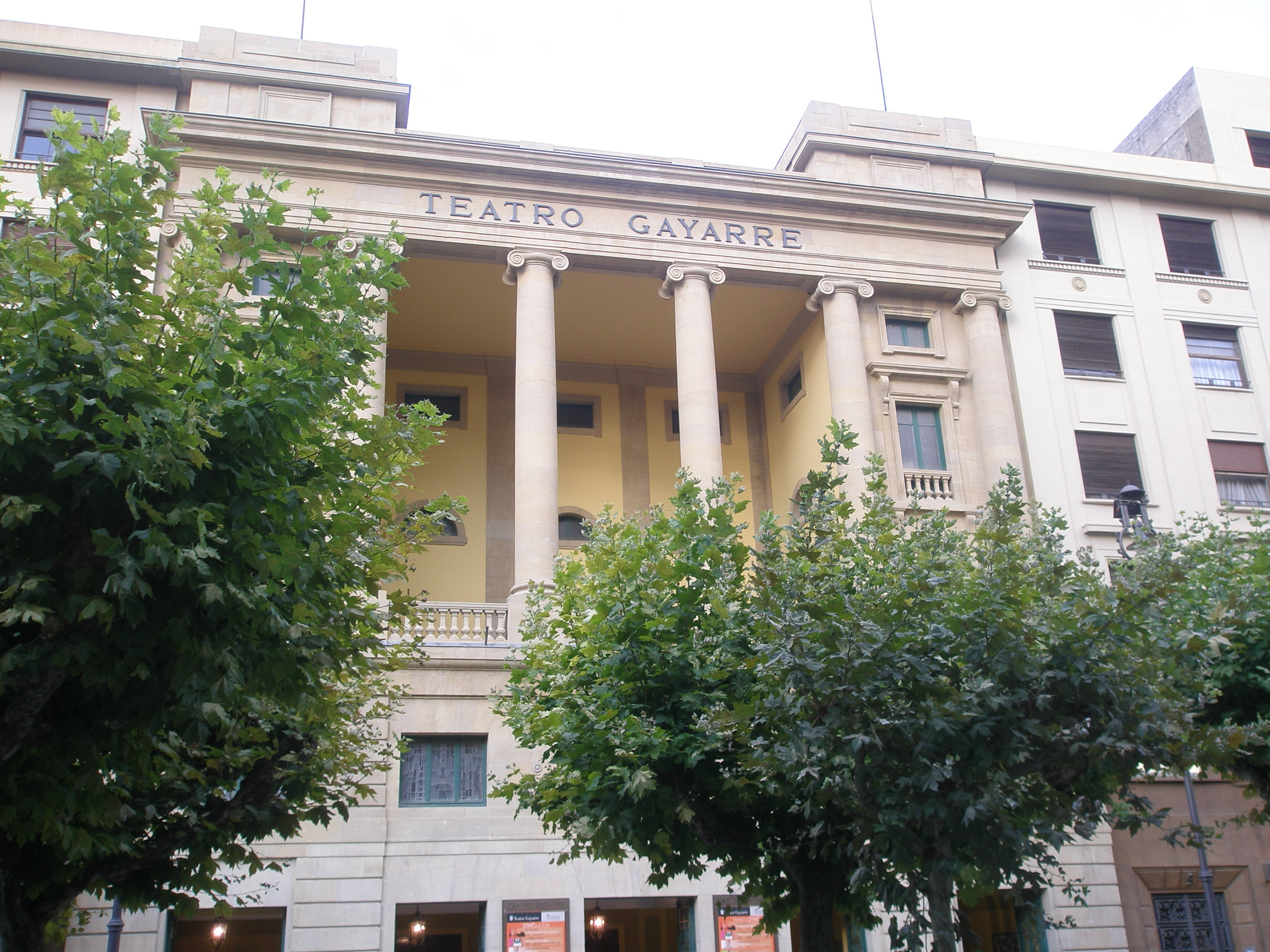
Al teatro Gayarre es va celebrar la polèmica assemblea on finalment es va rebutjar l'Estatut Basco-Navarrès el 19 de juny de 1932

En aquest temps les contradiccions internes a Navarra es van anar posant de manifest a tots els partits. Dintre de les dretes el Diario de Navarra i el seu director Garcilaso el van seguir atacant, la Comunió Tradicionalista el rebutjava per constitucional i ateu. El comte de Rodezno adoptava una postura ambigua, mentre que el diputat Joaquín Beunza li donava suport amb entusiasme. Altres sectors dretans, com els representats per Rafael Aizpún i Miguel Gortari, que posteriorment fundarien i dirigirien el grup cedista Unió Navarresa, donaven suport l'estatut, encara que amb reticències. El PNB va ser incondicional en el seu suport.
Per la seva banda en les esquerres, els socialistes el van rebutjar perquè no havia de portar per al socialisme avantatge alguna a Navarra i sí nombrosos inconvenients encara que no de forma unànime ja que el significat Constantino Salinas i el diputat David Jaime li seguien donant suport. També havia divisió en Acció Republicana (on Mariano Ansó donava suport l'estatut) i més encara en el Partit Republicà Radical Socialista on la postura d'Emilio Azarola va dur a la dimissió i baixa de significats representants. Finalment en la polèmica assemblea del 19 de juny de 1932 es va produir el següent resultat:
| Navarra     | 109 | 135.582 | 38,72 |
| Àlaba       | 51  | 89.956  | 88,97 |
| Guipúscoa   | 84  | 281.827 | 95,13 |
| Biscaia     | 110 | 435.345 | 94,19 |
| Total       | 354 | 942.710 | 79,25 |
| En contra   |     |         |       |
| Navarra     | 123 | 185.666 | 53,04 |
| Àlaba       | 11  | 3.496   | 3,46  |
| Guipúscoa   | 2   | 5.708   | 1,93  |
| Biscaia     | 1   | 1.066   | 0,23  |
| Total       | 137 | 195.936 | 14,67 |
| Abstencions |     |         |       |
| Navarra     | 35  | 28.856  | 8,24  |
| Àlaba       | 15  | 7.647   | 7,57  |
| Guipúscoa   | 3   | 8.734   | 2,94  |
| Biscaia     | 6   | 25.800  | 5,48  |
| Total       | 137 | 71.037  | 6,08  |

Les xifres quedaven molt lluny no només de la majoria simple, sinó dels dos terços del cens electoral exigits per l'esmena aprovada en l'assemblea gener de 1932. Fins i tot si, com va documentar en 1977 Jimeno Jurío, van existir coaccions i vots oposats que anaven en contra del mandat favorable atorgat per alguns ajuntaments (es van produir reclamacions denunciant la il·legalitat i nul·litat de procedimienteos i resultats, que no van ser ateses, donant-se el resultat que es va donar per definitiu), el rebuig de l'Estatut era fruit de la falta d'entusiasme del carlisme, una vegada que s'excloïa la qüestió religiosa i de la divisió que causava l'Estatut conjunt tant entre les dretes com en les esquerres (en general, la Ribera s'havia pronunciat en contra de l'Estatut). També va influir el caràcter més "centralista" del projecte de 1932, comparat amb el caràcter més "confederal" del de 1931, que donava més competències a cadascun de les províncies que formaven l'entitat conjunta i, per tant, a Navarra.(acta de l'assemblea del 19 de juny de 1932).
A partir de llavors, el Partit Nacionalista Basc va seguir promovent l'Estatut conjunt, amb el suport únicament d'alguns membres dels partits navarresos republicans i d'esquerres (que van formar una agrupació denominada "Acció Autonomista"), com Mariano Ansó, el qual, a les Corts, escollit per Guipúscoa, va seguir defensant aquesta aspiració però evitant "convertir Vasconia i Navarra en un vedat tancat de la reacció, on sigui impossible la convivència de les idees liberals". L'estatut va seguir la seva tramitació com a estatut solament per a les tres províncies Basques, i seria finalment aprovat en 1936, ja iniciada la Guerra Civil espanyola.

## Estatuts d'autonomia actuals
La qüestió es va tornar a plantejar en la transició espanyola, i novament va ser rebutjat pel govern central i per la majoria dels partits polítics navarresos, que van decidir elaborar un Estatut propi i constituir-se en Comunitat Autònoma Foral. Aquest Estatut basco-navarrès va tenir el suport dels partits nacionalistes bascos i de navarresos basquistes, però els partits navarresos majoritaris amb representació parlamentària a Navarra com Unió de Centre Democràtic, Partit Socialista Obrer Espanyol (aquest partit després de canviar la seva opinió a partir de 1978) i Unió del Poble Navarrès van decidir crear un Estatut propi per a Navarra (Llei Orgànica de Reintegració i Amillorament del Règim Foral de Navarra), que va ser aprovat per la majoria del Parlament de Navarra en 1982, i que es va decidir no ratificar en referèndum.
Per la seva banda, Àlaba, Guipúscoa i Biscaia van elaborar un estatut d'autonomia propi, que va ser ratificat en referèndum per la seva població en 1979. En la Constitució Espanyola de 1978 es va aprovar una disposició transitòria quarta per la qual les dues autonomies podrien unificar-se si així ho decidissin els seus habitants.